# Single In-Line Package

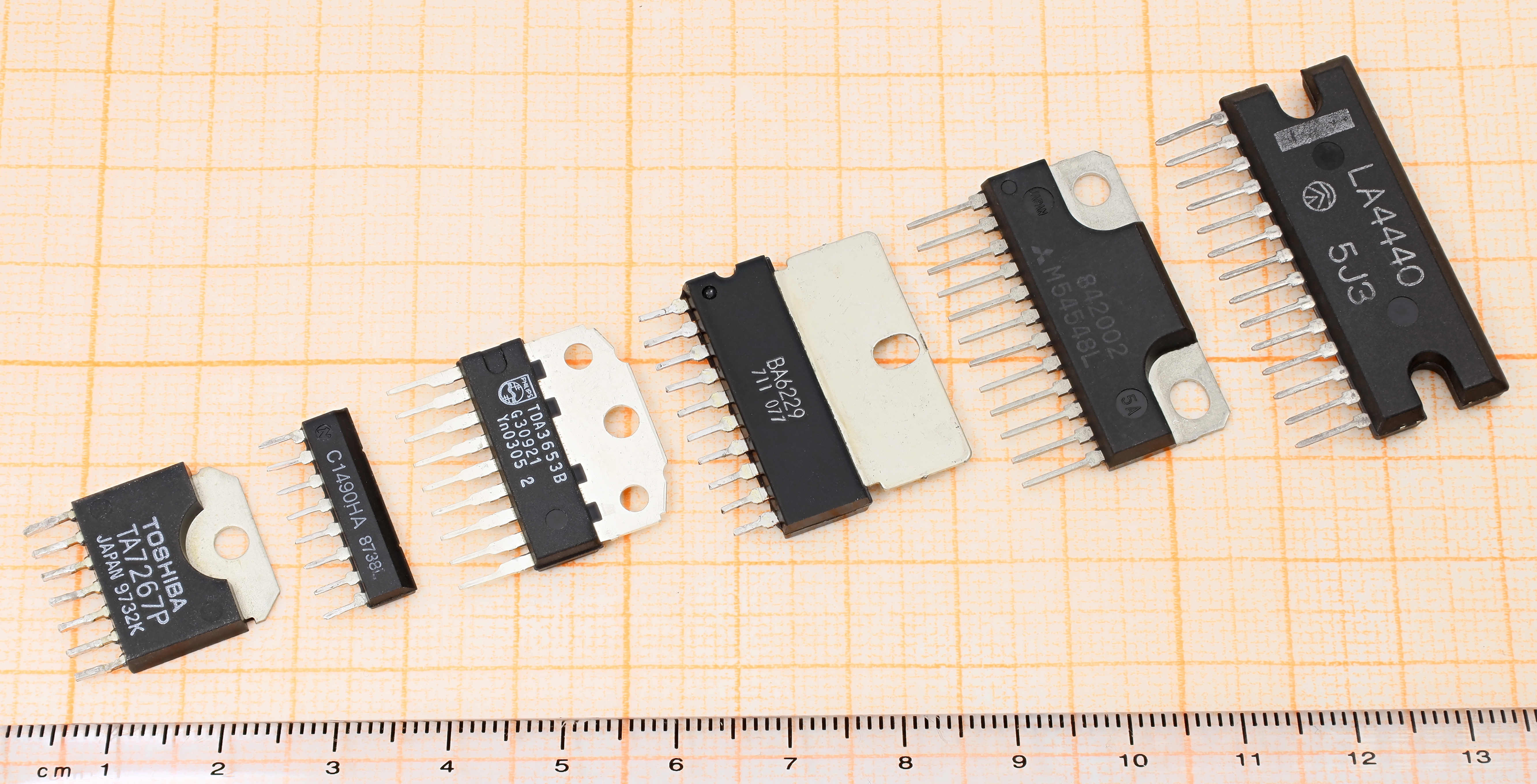
ICs in verschiedenen SIP-Ausführungen

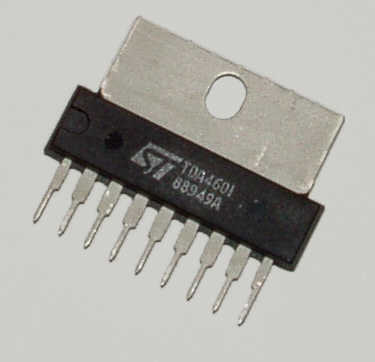
IC im SIP mit Kühlblech

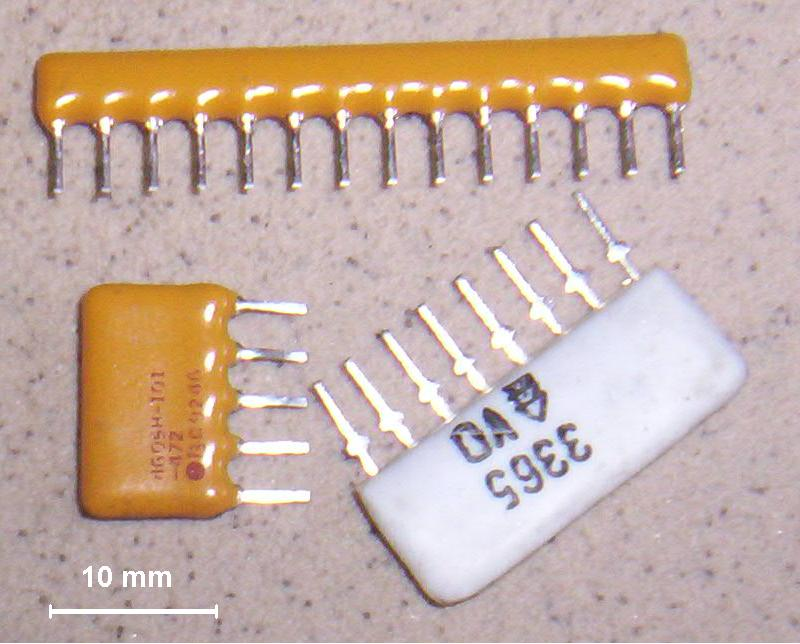
Widerstandsnetzwerke bzw. -arrays in Dünnschichttechnologie

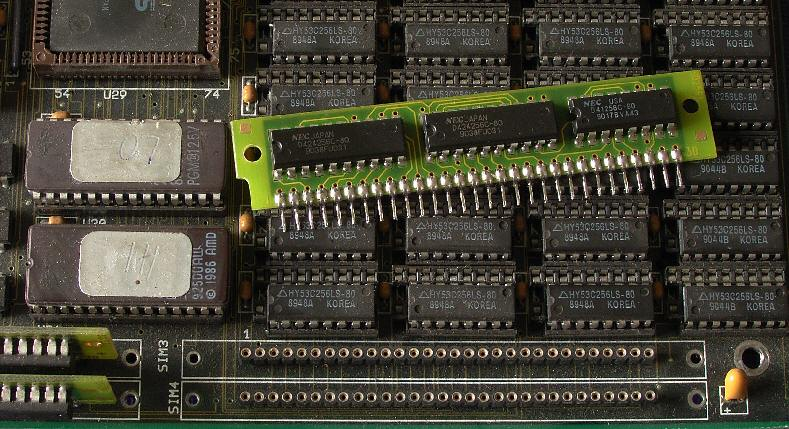
SIP-Speichermodul

Single In-Line Package (SIP, zu Deutsch „einreihiges Gehäuse“) ist in der Elektronik eine Gehäusebauform für Bauteile, insbesondere Widerstände und integrierte Schaltungen (Chipgehäuse), die ein Gehäuse mit einer Kontaktstiftreihe bezeichnet. Die Bauform gehört zur Kategorie der Bauteile zur Durchsteckmontage.

## Anwendungen
SIP-Gehäuse wurden zu Zeiten der 286er-PCs sehr häufig für Speichermodule eingesetzt, bis sie durch die Single-Inline-Memory-Module-Bauform abgelöst wurden.
Weitere Anwendungsbereiche waren Widerstandsnetzwerke und sonstige elektronische Baugruppen sowie (aus heutiger Sicht) einfache Integrierte Schaltkreise.